# Patrick Baur
Patrick Baur (3 de mayo de 1965) es un extenista alemán.  
Durante su carrera, Baur ganó dos títulos en individuales y dos en dobles. En el ranking alcanzó el número 74 como jugador en solitario en 1991 y el número 64 como doblista en 1989.

## Títulos

### Singles (2 títulos)
| Resultado | N.º | Año  | Torneo               | Superficie | Oponente       | Score         |
| --------- | --- | ---- | -------------------- | ---------- | -------------- | ------------- |
| Ganador   | 1.  | 1991 | Guaruja, Brasil      | Hard       | Fernando Roese | 6–2, 6–3      |
| Ganador   | 2.  | 1991 | Seoul, Corea del Sur | Hard       | Jeff Tarango   | 6–4, 1–6, 7–6 |

### Doubles (2 títulos, 2 vicecampeonatos)
| Resultado | N.º | Año  | Torneo           | Superficie | Compañero            | Oponente                      | Score         |
| --------- | --- | ---- | ---------------- | ---------- | -------------------- | ----------------------------- | ------------- |
| Ganador   | 1.  | 1988 | Båstad, Sweden   | Clay       | Udo Riglewski        | Stefan Edberg Nicklas Kroon   | 6–7, 6–3, 7–6 |
| Runner-up | 1.  | 1988 | Tel Aviv, Israel | Hard       | Alexander Mronz      | Roger Smith Paul Wekesa       | 3–6, 3–6      |
| Ganador   | 2.  | 1989 | Tel Aviv, Israel | Hard       | Jeremy Bates         | Rikard Bergh Per Henricsson   | 6–1, 4–6, 6–1 |
| Runner-up | 2.  | 1992 | Taipéi, Taiwán   | Carpet     | Christo van Rensburg | Sandon Stolle John Fitzgerald | 6–7, 2–6      |